# António Mendonça (politique)
António Augusto da Ascensão Mendonça, né le 18 mai 1954 à Estoril, est un enseignant et homme politique portugais. Il a été ministre des Travaux publics, des Transports et des Communications dans le XVIIIe gouvernement constitutionnel portugais.